# Xanthochilus saturnius

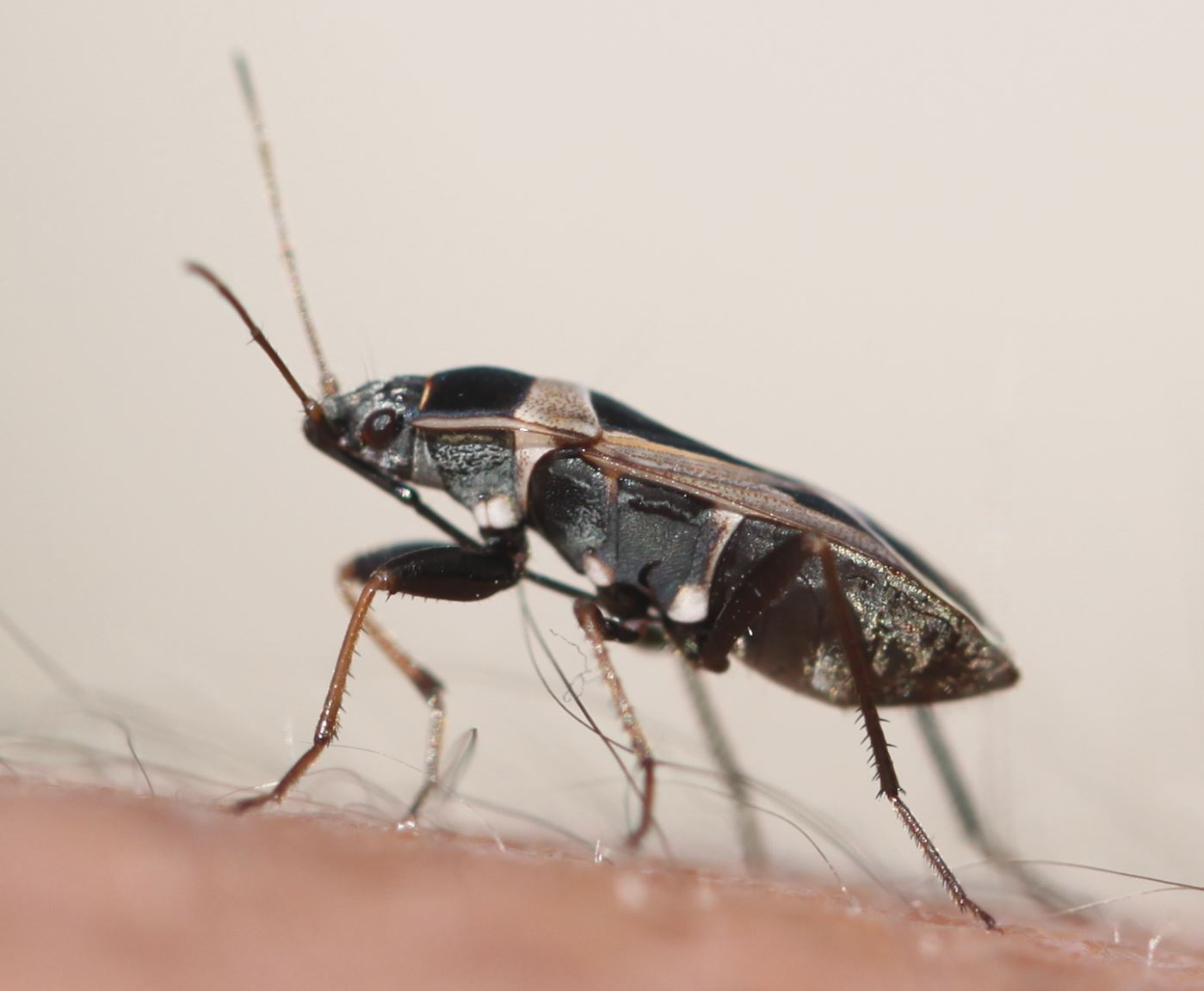
Xanthochilus saturnius, Seitenansicht

Xanthochilus saturnius ist eine Wanze aus der Familie der Rhyparochromidae.

## Merkmale
Die Wanzen besitzen eine Größe von 6,9–8 mm. Der Kopf und der vordere Teil des Halsschilds sind schwarz gefärbt und kaum punktiert. Die Fühler sind fast vollständig rot gefärbt. Lediglich die Basis des ersten Fühlergliedes ist schwarz. Die seitlichen Ränder des Halsschilds sind cremefarben und unpunktiert, während der hintere Teil des Halsschilds  ebenfalls cremefarben ist, jedoch mit braunen Punkten übersät. Das Scutellum ist schwarz. Die cremefarbenen Hemielytren weisen gelbliche Längsstreifen sowie Längsreihen brauner Punkte auf. Ferner befindet sich am Übergang zur Membran ein größerer schwarzer Fleck. Die Hemielytren besitzen einen cremefarbenen unpunktierten äußeren Saum. Ein schwarzer Fleck bedeckt einen Großteil der Membran. Die Femora sind schwarz. Die vorderen Femora sind zudem leicht verdickt. Die Tibien sind rötlich und weisen Dornenreihen auf.

## Ähnliche Arten
- Xanthochilus minusculus – wesentlich kleiner
- Xanthochilus quadratus – kleiner; der schwarze Fleck auf der Membran ist kleiner

## Verbreitung
Xanthochilus saturnius ist eine in der westlichen Paläarktis heimische Wanzenart. Ihr Verbreitungsgebiet erstreckt sich über den Mittelmeerraum, von Marokko und Portugal bis in den Nahen Osten. Im Nordosten reicht das Vorkommen bis nach Kleinasien, Bulgarien und die Insel Krim. Die Art kommt außerdem auf den Kanaren und auf Madeira vor. In Nordamerika wurde die Wanzenart eingeschleppt. Der erste Fund stammt aus dem Jahr 1994 in Kalifornien. Mittlerweile hat sich Xanthochilus saturnius im Westen der USA in Kalifornien, Oregon und Washington als Neozoon etabliert.

## Lebensweise
Die Wanzen saugen an den Samen verschiedener Gräser. Die Wanzen bewegen sich sehr flink auf dem Boden. Die univoltine Art überwintert als Imago. Dabei bilden die Wanzen häufig Aggregationen. Im Mai findet gewöhnlich die Eiablage statt. Die Larven durchlaufen 5 Stadien. Die ausgewachsenen Wanzen der neuen Generation erscheinen im Juli.

## Taxonomie
In der Literatur finden sich folgende Synonyme:
- Cimex saturnius Rossi, 1790
- Raglius saturnius (Rossi, 1790)
- Rhyparochromus saturnius (Rossi, 1790)
- Rhyparochromus (Xanthochilus) saturnius